# Expédition particulière

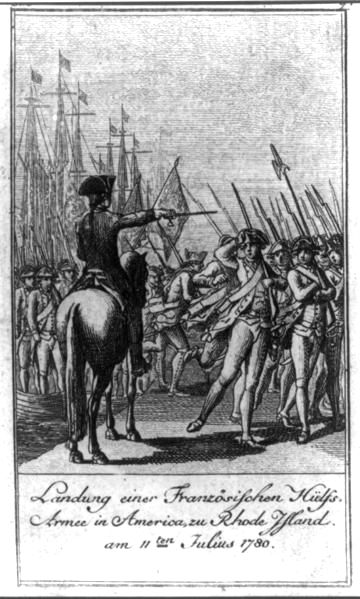
Débarquement d'une armée auxiliaire française à Newport (Rhode Island), le 11 juillet 1780, sous le commandement du comte de Rochambeau.

Expédition particulière a été le nom de code donné par le gouvernement français au plan d'envoi de forces terrestres françaises en Amérique du Nord pour soutenir la révolution américaine.
Le 2 février 1780, le conseil du roi Louis XVI a officiellement approuvé l'« Expédition Particulière » pour envoyer une armée terrestre française et des forces navales en soutien à l'Amérique. Une flotte française commandée par l'amiral de Grasse a traversé l'Atlantique et débarqué à Newport (Rhode Island), le 10 juillet, 1780 avec le général Rochambeau et six mille soldats français pour soutenir l'Armée continentale de George Washington.
En juillet 1781, l'armée de Rochambeau quitta Rhode Island et a traversé le Connecticut pour rejoindre l'armée de Washington sur le fleuve Hudson à Dobbs Ferry, New York. De là, les forces combinées ont cheminé par voie terrestre jusqu'en Virginie. Pendant ce temps, l'amiral de Grasse réussit à vaincre une flotte britannique, envoyée de New York pour évacuer le général britannique Charles Cornwallis, lors de la bataille de la Chesapeake le 5 septembre, piégeant Cornwallis sur la péninsule de Yorktown. Le 22 septembre, Rochambeau et Washington ont uni leurs forces avec celles du marquis de Lafayette et commencèrent le siège de Yorktown. Le siège a pris fin avec la capitulation de Cornwallis le 19 octobre 1781.